# Aiutaia (província)
Aiutaia (em tailandês: พระนครศรีอยุธยา; romaniz.: Ayutthaya ou Ayudhya; de nome completo: Phra Nakhon Si Ayutthaya) é uma província da Tailândia. Sua capital é a cidade de Aiutaia.

## História
Ayutthaya foi fundada em 1350 pelo rei U-Thong. No entanto, o estabelecimento de Ayutthaya é muito mais antigo do que o século 14. Evidências mostraram que a área já era povoada durante o período Mon Dvaravati. Fontes mencionaram ainda que, por volta de 850 d.C., os Khmers ocuparam a área e estabeleceram uma fortaleza lá, nomeando-a como Ayodhya em homenagem a uma das cidades hindus mais sagradas da Índia de mesmo nome. A história inicial de Ayutthaya está historicamente ligada a este assentamento Khmer. Consistentemente, o príncipe Damrong também concordou que havia uma cidade chamada Ayodhya, que foi encontrada pelos Khmers governando de Lopburi no ponto onde os três rios se encontram.  O mapa de escavação mostra os vestígios de um antigo baray (reservatório de água) perto da ponta sudoeste de Wat Yai Chai Mongkhon que poderia ter sido construído em um antigo complexo importante do templo Khmer.
Ayutthaya foi a capital da Tailândia (então chamada Sião) por 417 anos a partir de 1350, até que na Guerra birmanesa-siamesa (1765-1767), foi saqueada pelo exército birmanês em 1767. Durante esta época, agora geralmente referida como o período Ayutthaya ou reino Ayutthaya, Ayutthaya foi governada por 33 reis de cinco dinastias diferentes. O reino tornou-se um importante ator regional, e um centro comercial do Oriente, um ponto de encontro de comerciantes europeus e comerciantes asiáticos. Monarcas notáveis durante o período Ayutthaya incluem o rei Naresuan, o Grande, que libertou Ayutthaya da primeira ocupação birmanesa e embarcou em um reinado de conquista, e o rei Narai, o Grande, que iniciou relações diplomáticas com a França, durante o reinado de Luís XIV. Seu reinado foi a era de ouro do comércio e da cultura.
A cidade estava estrategicamente posicionada. Durante vários meses do ano, as planícies de inundação ao redor das cidades seriam inundadas pelos muitos rios ao redor da cidade. Os cercos inimigos eram, portanto, impossíveis e forçados a se retirar. Esta vantagem foi um fator que contribuiu para as muitas invasões birmanesas fracassadas.
As ruínas da antiga capital no parque histórico de Ayutthaya são Patrimônio Mundial da UNESCO desde Dezembro de 1991. A província também abriga o complexo do palácio de verão Bang Pa-in.

Originalmente chamada Krung Kao (กรุงเก่า), a província foi renomeada Phra Nakhon Si Ayutthaya i Ayutthaya in 1926.